# Woiwodschap Łęczyca
Het woiwodschap Łęczyca (Pools: Województwo łęczyckie) was van de 14e eeuw tot de Eerste Poolse Deling van 1772 een woiwodschap van Polen. De zetel van de gouverneur en van regionale raad zetelden in Łęczyca.